# Бригада армейской авиации 4-й пехотной дивизии
Бригада армейской авиации 4-й пехотной дивизии (англ. Combat Aviation Brigade, 4th Infantry Division) — тактическое соединение Армейской авиации США. Находится в составе 4-й пехотной дивизии Армии США. Дислоцируется на военной базе Форт-Карсон, возле Эль-Пасо, штат Техас.
Сокращённое наименование в английском языке — 4ID CAB.

## История
«Плющевые орлы» (Ivy Eagles) были впервые активированы как 4-я авиационная рота 4-й пехотной дивизии в Форт-Льюис, штат Вашингтон, 1 апреля 1957 года. Затем она была реорганизована и переименована 1 октября 1963 года в штабную и штабную роту 4-го авиационного батальона.
4-й авиационный батальон был развёрнут в Республике Вьетнам в сентябре 1966 года, где он участвовал в нескольких кампаниях и был награжден двумя крестами Республики Вьетнам за отвагу и одной медалью за гражданские действия Республики Вьетнам. Подразделение передислоцировалось в США в 1970 году, где было инактивировано в Форт-Льюис, штат Вашингтон, 4 декабря 1970 года.
4-й авиационный батальон был активирован в Форт-Карсон, штат Колорадо, и переименован в авиационную роту 4-й пехотной дивизии, 21 ноября 1972 года. Он был вновь реорганизован и переименован 17 марта 1980 года в штаб и штабную роту (HHC) 4-го авиационного батальона, а 16 августа 1987 года — в 4-й авиационный (4th Aviation). В 1995 году подразделение было переведено в Форт-Худ, штат Техас, вместе с 4-й пехотной дивизией. 1 октября 2005 года подразделение было переименовано в 4-й авиационный полк.
4-я бригада армейской авиации 4-й пехотной дивизии была развёрнута в 2005 и 2008 годах в поддержку операции «Иракская свобода», была награждена двумя знаками отличия (Meritorious Unit Citations). Последнее развёртывание подразделения состоялось в 2010 году в поддержку операции «Несокрушимая свобода», после чего 4-я бригада армейской авиации была награждена наградой «Доблестное подразделение» (Valorous Unit Award). Оперативная группа «Железный орёл» (Iron Eagle) оказывала поддержку 22 союзникам в четырёх региональных командованиях, что является самым большим географическим районом для любой бригады боевой авиации.
4-я бригада армейской авиации 4-й пехотной дивизии, была инактивирована в Форт-Худ, штат Техас, в сентябре 2011 года. HHC 4-й бригады армейской авиации был восстановлен 2 июля 2013 года в Форт-Карсоне, штат Колорадо.
2-й авиационный батальон общей поддержки 4-го авиационного полка, был восстановлен 2 июля 2013 года в Форт-Карсоне, штат Колорадо, он был первым батальоном, который был восстановлен в Форт-Карсоне, штат Колорадо, в апреле 2013 года. В мае 2014 года были активированы остальные четыре батальона, входящие в состав 4-й бригады армейской авиации:
- 6-й ударно-разведывательный эскадрон 17-го кавалерийского полка (6th Attack Reconnaissance Squadron, 17th Cavalry Regiment);
- 3-й штурмовой вертолётный батальон 4-го авиационного полка (3rd Assault Helicopter Battalion, 4th Aviation Regiment);
- 4-й ударно-разведывательный батальон 4-го авиационного полка (4th Attack Reconnaissance Battalion, 4th Aviation Regiment);
- 404-й батальон материально-технического обеспечения (404th Aviation Support Battalion).

4-й ударно-разведывательный батальон (4th Attack Reconnaissance Battalion) был развёрнут в мае 2018 года в зоне операций Центрального командования США для поддержки операций «Страж свободы» (OFS), «Непоколебимая решимость» (OIR) и «Спартанский щит» (OSS).
В июне 2018 года 4-я бригада армейской авиации была развёрнута в Европе для поддержки операции «Атлантическая решимость» (Atlantic Resolve), которая повышает готовность, увеличивает оперативную совместимость и укрепляет связи между вооруженными силами союзников и партнеров с помощью многонациональных учебных мероприятий в Болгарии, Эстонии, Венгрии, Латвии, Литве, Польше и Румынии.